# Johan Henrik Schrøter
Johan Henrik Schrøter (25. februar 1771 i Thorshavn - 14. november 1851 sst.) var en færøsk præst, oversætter og folkemindesamler. 

## Familie
Schrøter var søn af landkirurg Christian Gottlob Schrøder (1724–81) og Anna Elisabeth Hammershaimb (1740–80). Gift 6.10.1801 i Thorshavn med Mariane Sophie Hammershaimb, født januar 1773 i Thorshavn, død 14.7.1828 smst., datter af landfoged Wenceslaus Hammershaimb (1744–1828) og Armgard Maria Svabo (1737–1808). Schrøter var på mødrene side i slægt med såvel Jens Christian Svabo som V. U. Hammershaimb.

## Opvækst, uddannelse og prætsegerning
Schrøter gik i Thorshavn Latinskole 1784–90 hvorefter han blev sendt til Slagelse lærde skole. Herfra blev han student 1791 og studerede først medicin, men skiftede senere studium og tog teologisk attestats 1796. Året efter blev han kapellan på Suduroy, hvor han 1804 beskikkedes til sognepræst. Fra dette embede måtte han på grund af involvering i smugleri tage sin afsked 1826 og bosatte sig derpå i Vágur, men flyttede 1828 til Thorshavn, hvor han levede resten af sit liv beskæftiget med litterært arbejde. Han var en pioner inden for færøsk prosa og en flittig folkevisesamler

## Litterært arbejde
Skønt Schrøter var Færøernes flittigste brevskriver har han kun udgivet få ting. Vigtigst er hans to oversætterarbejder "Evangelium Sankta Matthæussa, aa Førisk o Dansk", 1823 og den færøske tekst i C. C. Rafns "Færeyinga Saga", 1832. I øvrigt kan foruden artikler i aviser og tidsskrifter nævnes hans "Samling af kongelige Anordninger og andre Documenter, Færøerne vedkommende", 1836, samt "Efterretninger om Byen Thorshavn", 1836. – Schrøters optegnelser af folkeviser skete på Hans Christian Lyngbyes og biskop P. E. Müllers initiativ. Næsten hele stoffet i Lyngbyes "Færøiske Qvæder", 1822 stammer fra Schrøters hånd, og alligevel er dette kun en brøkdel af hans visesamlinger. Schrøter var på dette område ikke alene en flittig, men også en dygtig samler som i sidste øjeblik optegnede sjældne viser, ikke mindst rester af middelalderens religiøse digtning på færøsk. Også folkesagn har han optegnet, nogle er trykt i Antiquarisk Tidsskrift 1849–51, 1852, men som Gustav Storm har påvist i Norsk Historisk Tidsskrift 2.r.IV, 1884 er hans historiske sagn et sådant væv af ægte tradition, læsning og gisninger at de praktisk talt er uden værdi for forskningen. Dette gælder dog ikke de mere lokale sagn som også findes optegnede med hans hånd.

## Billeder
Daguerreotypi 1849 (British Museum). Foto.